# Ивановский государственный цирк
Ивановский государственный цирк им. В. А. Волжанского — культурный развлекательный центр на берегу реки Уводь города Иваново. Ивановский государственный цирк является филиалом ФКП «Росгосцирк».

## История
В 1929 году была образована Ивановская промышленная область с центром в Иваново-Вознесенске. Город стал столицей одного из крупнейших экономических регионов страны. По решению облисполкома началось строительство двух крупнейших общественных сооружений в формах авангардной архитектуры — цирка и театра драмы.
Архитектор С. А. Минофьев и инженер Б. В. Лопатин стали авторами проекта первого советского государственного цирка. Выпускники инженерно-строительного факультета ИВПИ в мае 1931 года опубликовали проект самого крупного в те годы здания цирка в СССР на 3000 мест, где предполагалась небывалая по оригинальности конструкция полусферического купола из 32-х деревянных полуарок. Диаметр купола — 50 м., высота — 25 м.
Возведение здания проводилось быстрыми темпами. В центре будущей арены была установлена деревянная башня, на верхнем настиле которой располагался металлический цилиндр с песком. Здесь производились скрепление верхних концов полуарок. Сборка купола была завершена зимой 1932 года. Потом его обили тесом и жестью. После удаления центральной опоры, осадка верхней точки купола произошла всего на 25 миллиметров. Открытие первого советского ивановского государственного цирка состоялось 28 сентября 1933 года. Зрительный зал с ареной могли трансформироваться в зал со сценой-эстрадой. В этом здании периодически проходили и различные общественно-политические мероприятия тех лет.
В годы войны здесь функционировала конно-акробатическая студия под руководством А. Александрова-Сержа.

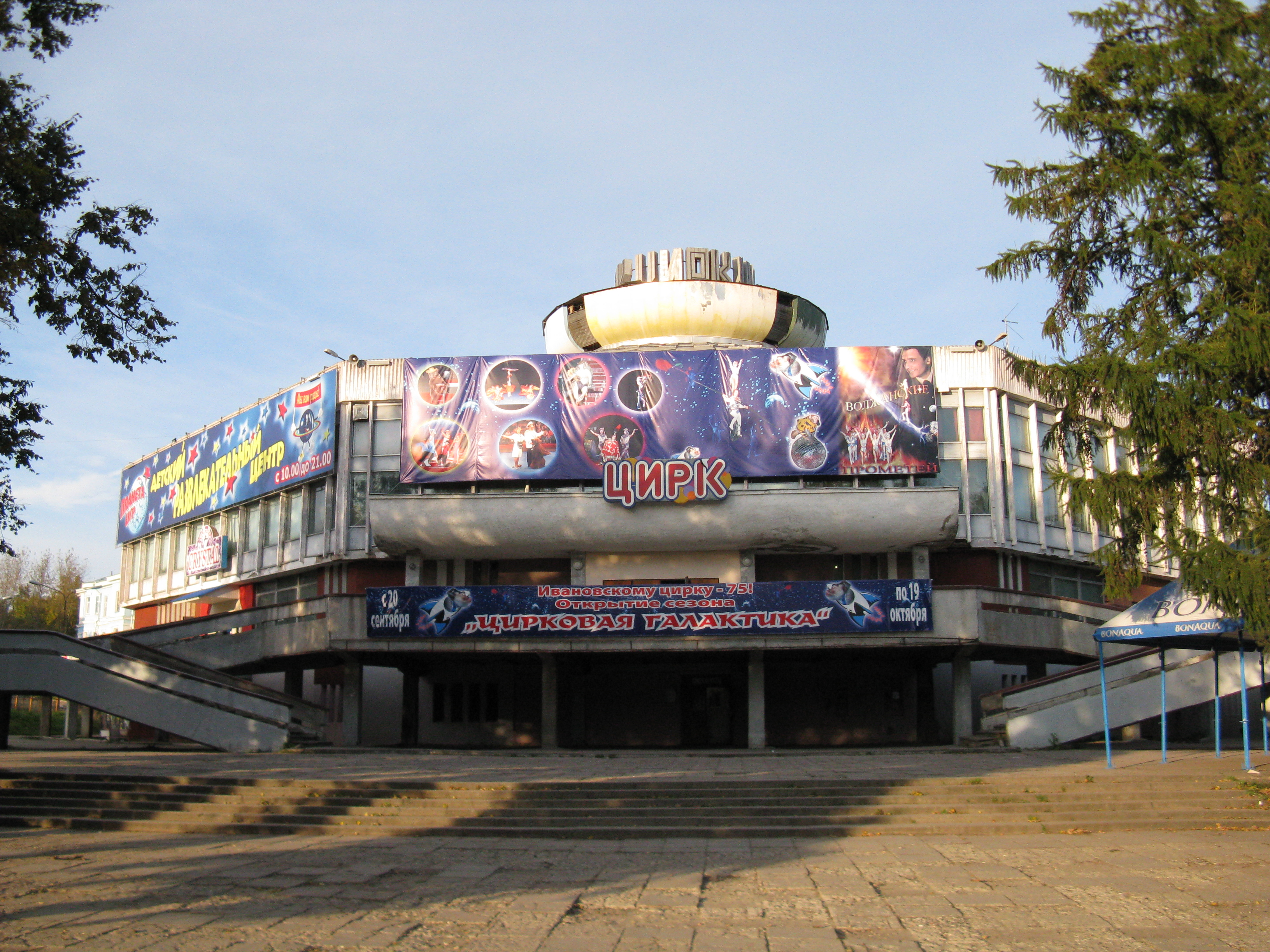
Современное здание до реконструкции 2014 года

В 1977 году Ивановский деревянный цирк был взорван по решению первого секретаря Ивановского обкома КПСС В. Г. Клюева, хотя до сноса цирк использовался без единого капитального ремонта, техническое состояние здания было вполне удовлетворительным. Описание цирка, анализ его уникальных конструкций вошли в издание «Всеобщей истории архитектуры» и в учебники для архитектурных и строительных ВУЗов. Макет старого цирка хранится в Московском музее архитектуры, в 1981 году экспонировался на Международной выставке «Москва-Париж».
В 1978 году коллектив СМУ-9 приступил к сооружению нового здания цирка по типовому проекту. ЦНИИЭП зрелищных зданий и спортивных сооружений разработан типовой проект цирка 164-11-1, предназначенный для северных районов страны. Покрытие представляет собой ребристо-кольцевой купол, монтируемый из 96 криволинейных плит. По этому проекту построены цирки в 16 городах страны, в том числе: в Рязани, Омске, Тюмени, Кемерове, Кирове, Красноярске, Нижнем Тагиле, Магнитогорске, Твери и др.
Местные архитекторы внесли в него некоторые изменения и сделали привязку к местности. Ивановское станкостроительное объединение (ныне — Завод тяжелого станкостроения — ИЗТС) выполнило покрытие купола. Объединение «Ивановомебель» изготовило облицовочные панели, комбинат искусственной подошвы — ковёр для арены.
11 февраля 1983 года состоялось открытие нового здания Ивановского государственного цирка.
С 1997 года Ивановский государственный цирк носит имя В. А. Волжанского.
В 2014 году цирк был закрыт на капитальный ремонт. Открытие состоялось 30 октября 2015 года. Цирк имеет 1626 мест для зрителей.

## Директор
- Трифонов В. Г. (с 1939 года)
- Бушель М. И. (1950 – 1951)
- Никитин А. Н. (1954 – 1975)
- Лейцингер Ф. Ф. (1981 – 1986)
- Красножен С. В. (1986 – 1989)
- Голубев Л. И. (1989 – 1990)
- Запашный М. М. (с июля по декабрь 1990)
- Буренко А. М. (1990 – 1995)
- Юдин А. Г. (1995 – 2003)
- Епифанов А. Л. (2003 – 2006)
- Шатиров А. И. (2006 – 2014)
- Наумов Н. Н. (2014 – 2016)
- Наумов С. Н. (2016 – по настоящее время)